# Романовский, Александр Александрович
Александр Александрович Романовский (род. 21 августа 1984, Днепродзержинск) — итальянский пианист украинского происхождения.

## Биография
Учился в Харьковской средней специальной музыкальной школе (ХССМШИ) у Гарри Лазаревича Гельфгата. С 1997 г. учился в Пианистической Академии Incontri col Maestro в Имоле (Италия) у Леонида Маргариуса. В 2008 г. окончил Королевский колледж музыки в Лондоне (класс Дмитрия Алексеева).
В 1996 г. удостоен Гран-при на Международном конкурс юных пианистов Владимира Крайнева (Украина), в 2001 г. завоевал первые премии на Международном конкурсе пианистов имени Бузони и Международном конкурсе пианистов в Канту (оба в Италии). В 2011 году на XIV Международном конкурсе имени П. И. Чайковского получил IV премию и стал первым обладателем специального приза Владимира Крайнева, в том же году получил гражданство Италии.
Играл во многих городах России и Европы, выступал с Симфоническим оркестром Мариинского театра под управлением В. Гергиева, Российским национальным оркестром под управлением М. Плетнёва, Большим симфоническим оркестром им. П. И. Чайковского под управлением Владимира Федосеева, а также Королевским филармоническим оркестром, Английским камерным оркестром, Оркестром Халле, Штутгартским филармоническим оркестром, Нью-Йоркским филармоническим оркестром, Чикагским симфоническим оркестром и другими коллективами.
Выпустил четыре альбома записей с сочинениями Александра Глазунова, Людвига ван Бетховена, Роберта Шумана, Иоганнеса Брамса и Сергея Рахманинова.
На 54-й церемонии «Грэмми» был номинантом в одной из классических категорий. 

## Критика
В 2022 году, на фоне российского вторжения на Украину, Романовский посетил оккупированный Мариуполь и сыграл у здания драматического театра, разрушенного российскими военными, одну из сонат Моцарта. После выступления, Королевский музыкальный колледж в Лондоне отстранил его от работы. На многих фотографиях он позирует со скрипачом Пётром Лундстремом, с российским флагом и в футболке с символикой российского нападения на Украину. В июле 2025 года Италия отменили концерт Романовского, отмечая что он «играл на руинах театра в Мариуполе, городе, разрушенном российскими оккупантами, символе свирепости фашистов-путинистов».